# منيب ماضي
منيب الماضي هو كاتب ومؤرخ أردني، له العديد من المؤلفات[من؟] من بينها، تاريخ الأردن في القرن العشرين، بالاشتراك مع سليمان الموسى.